# Dương Bảo Đức
Dương Bảo Đức (* 25. Oktober 1989) ist ein vietnamesischer Badmintonspieler. 

## Karriere
Dương Bảo Đức nahm 2009 im Herrendoppel sowie 2011 im Herrendoppel, Mixed und mit dem Team an den Südostasienspielen teil. Er verlor dabei in den Einzeldisziplinen jeweils im Achtelfinale wurde somit dreimal 9. in der Endabrechnung. Mit der Männermannschaft unterlag er 2011 im Viertelfinale gegen Malaysia. 2008 und 2009 siegte er jeweils im Mixed bei den Laos International gemeinsam mit Thái Thị Hồng Gấm. Im Thomas Cup 2012 schied sein Team in der asiatischen Vorrunde aus.